# Son (Ganges)
Der etwa 784 km lange Son (Hindi: सोन; auch Sone oder Soane) ist ein südlicher Nebenfluss des Ganges im Norden Indiens. Er ist der größte südliche Zufluss des Ganges und fließt durch die Bundesstaaten Chhattisgarh, Madhya Pradesh, Uttar Pradesh, Jharkhand und Bihar.

## Verlauf
Der Son entspringt im Vindhyagebirge bei Dhanpur im Bundesstaat Chhattisgarh unweit der Narmada-Quelle. Von dort fließt er zunächst in nördliche Richtung, trifft dann auf die Kaimur-Berge und macht einen Bogen nach Osten. Von dort an fließt der Son parallel zu der in Ost-West-Richtung verlaufenden Kaimur-Bergkette. In einem kurzen Abschnitt durchfließt er den Distrikt Sonbhadra im Bundesstaat Uttar Pradesh, danach bildet er die Grenze zwischen Bihar und Jharkhand, ehe er in die Gangesebene Bihars eintritt und westlich von Patna in den Ganges mündet. Die größte Stadt am Ufer des Flusses ist Dehri.

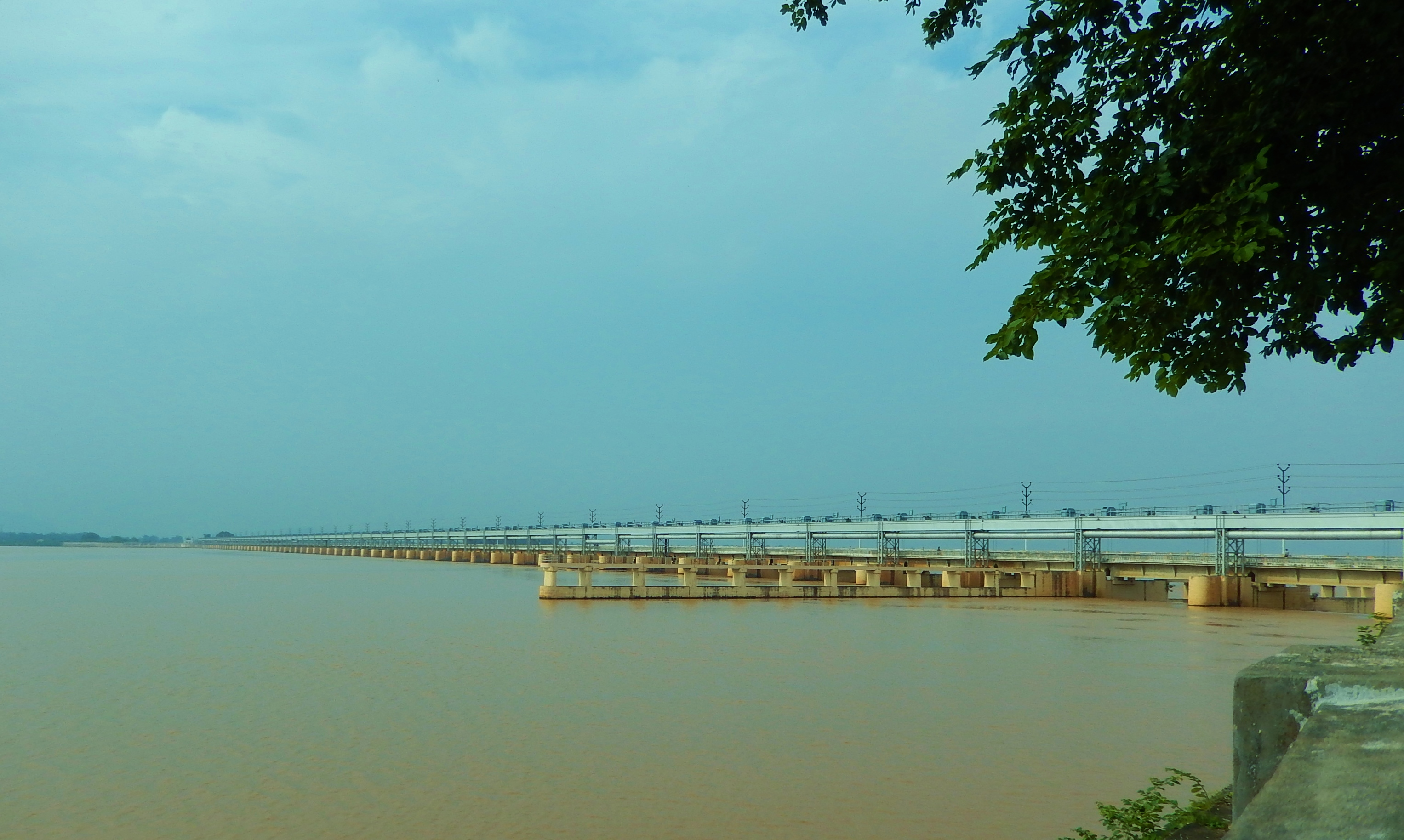
Indrapuri-Staumauer

## Staustufen
Der Son wird zweimal gestaut:
- Bansagar-Talsperre (Madhya Pradesh), Länge der Staumauer 405 m
- Indrapuri-Staustufe (Bihar), Länge der Staumauer 1407 m

## Mythologie
Unter dem Sanskrit-Namen Shona (शोण Śoṇa) erscheint der Son in zahlreichen Werken der altindischen Literatur wie dem Mahabharata und dem Ramayana. In den Indien-Beschreibungen antiker griechisch-römischer Geographen wird ein Fluss namens Sonos oder Sonus erwähnt, der mit dem Son identisch sein könnte. Zur Unklarheit trägt aber bei, dass Megasthenes und Arrian neben dem Sonos auch einen Fluss namens Erannoboas als Nebenfluss des Ganges nennen. Bei dem Namen des letzteren Flusses könnte es sich um eine Wiedergabe von Hiranyabahu, einem ebenfalls in der Sanskrit-Literatur belegten Beinamen des Son halten.